# Tina Juretzek

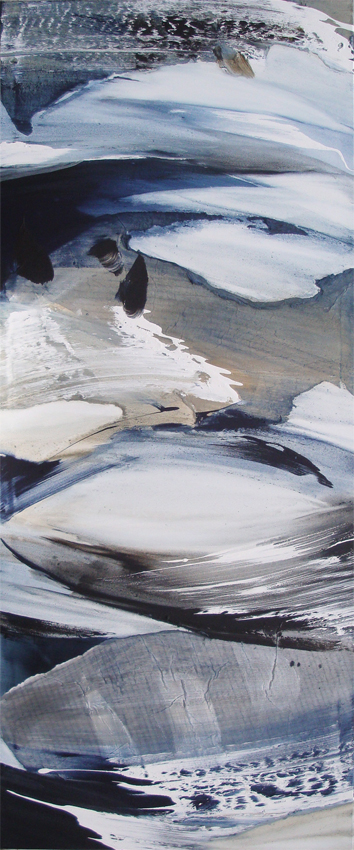
Tina Juretzek, L 2015 1, 200 cm × 85 cm, „Inner Landscape“, Malereicollage mit Japanpapier auf Leinwand

Tina Juretzek (* 25. November 1952 in Leipzig) ist eine deutsche Malerin. Sie hat an der Kunstakademie Düsseldorf bei Günter Grote studiert. Sie lebt und arbeitet in Düsseldorf.

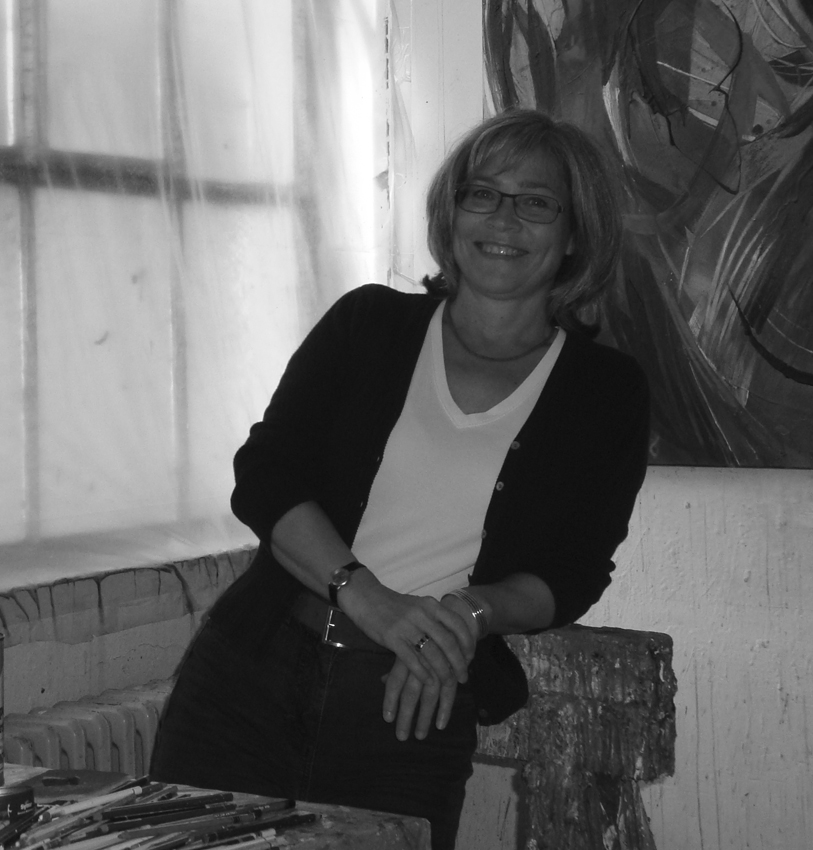
Porträt, Tina Juretzek 2010

## Leben
Tina Juretzek verbringt ihre ersten sechs Lebensjahre in Thale, im Harz. Ihre Mutter war Bildhauerin, der Vater Kaufmann. Das Interesse für Kunst und Literatur zeigt sich bereits bei ihrer Urgroßmutter, die Schriftstellerin war und bei ihrer Großmutter, die ebenfalls Malerin war. 1958 flieht die Familie aus der ehemaligen DDR und siedelt nach Essen um. Nach dem Abitur 1971 nimmt Juretzek das Studium an der Kunstakademie Düsseldorf bei Günter Grote auf. Gleichzeitig studiert sie Kunstwissenschaft bei Heinrich Theissing, Werner Spies und Walter Jürgen Hofmann. Intensiv setzt sie sich mit der Malerei von Jan Vermeer, Francisco de Goya, Henri Matisse und James Ensor auseinander. 1972 nimmt sie an der Universität Düsseldorf ein paralleles Geographiestudium auf. Den Schwerpunkt ihrer thematischen Auseinandersetzung legt sie in den Bereich der physischen Geographie (Entstehung der Oberflächengestaltung der Erde). Ihre Arbeiten, die sie ab 1991 mit Japanpapier herstellen wird, spiegeln in ihrer Materialität und landschaftlichen Thematik diese Interessensausrichtung wider.

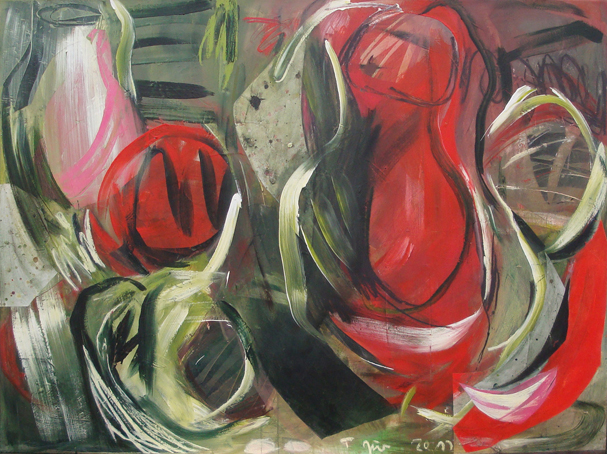
Tina Juretzek, L 2011 7, „Tropical Glow“, 120 cm × 160 cm, Malereicollage auf Leinwand

Seit 1979 ist Tina Juretzek als frei schaffende Malerin in Düsseldorf tätig. Ihre Arbeiten werden in zahlreichen Einzel- und Gruppenausstellungen in Galerien und Museen ausgestellt. Besondere Bedeutung kommt hierbei ihrer langjährigen intensiven Zusammenarbeit mit der Galerie Elke und Werner Zimmer in Düsseldorf zu, die der Künstlerin sehr früh mehrere Einzelausstellungen widmet und dies bis zur Beendigung der Galerietätigkeit im Jahr 2000 fortführt. Juretzeks Arbeiten sind kontinuierlich auf verschiedenen Kunstmessen bei mehreren Galerien vertreten.
Reisen sind für das Werk der Künstlerin von impulsgebender Bedeutung (Indien, UdSSR, Japan, Südamerika, USA). 1983 unternimmt sie eine Reise zu den Liparischen Inseln mit Aufenthalt auf dem tätigen Vulkan Stromboli, der sie zu einer umfangreichen Werkgruppe inspirieren wird. Besonders ihre Tuschezeichnungen, die ihr Werk bis heute  prägen, nehmen nach dieser Reise ihren Anfang. 1985 unternimmt sie eine Reise mit der transsibirischen Eisenbahn. Die lange Fahrt von 8530 Kilometern von Moskau nach Chabarowsk findet später ihren Niederschlag in den Werkgruppen: „Weltlandschaften“, „Nächtliche Reise“, sowie in der Auseinandersetzung mit dem Thema „Rad und Schiene“, die sie zu Arbeiten an extrem langen Friesbildern anregen. Im Jahr 2004 reist sie nach Südengland und besucht Orte wie Stonehenge, die ihre späteren Arbeiten in Serien wie „Uralte Orte“ (Heilige Berge und Kraftorte) prägen werden.

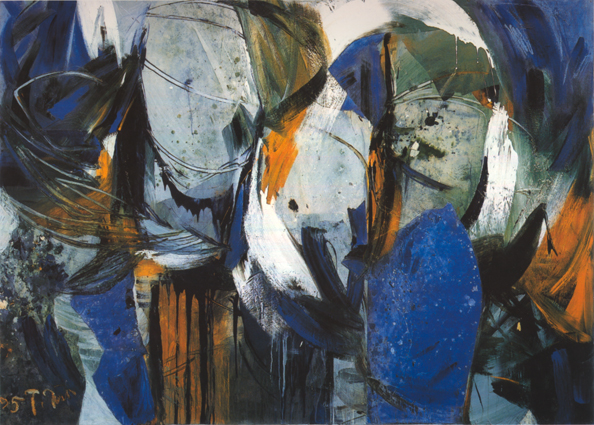
Tina Juretzek, „Die Glasschmelze“, 1995, 180 cm × 252 cm, Malereicollage auf Leinwand

In den Jahren 1999 und 2000 werden Juretzeks Arbeiten in einer retrospektiven Ausstellungstournee durch die Pfalzgalerie Kaiserslautern, das Märkische Museum Witten, den Heidelberger Kunstverein, die Städtische Galerie Gladbeck und das Städtische Museum Mülheim an der Ruhr gezeigt.
2010 gibt sie nach 26 Jahren ihre Atelierräume in Düsseldorf-Mitte auf, um ein neues Atelier am Rande von Düsseldorf zu beziehen.

## Werk

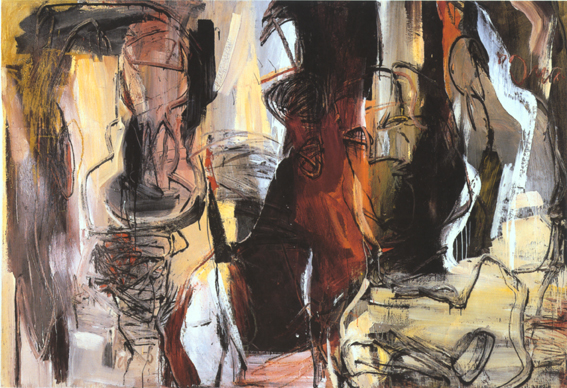
Tina Juretzek, „Das Glühen“, 1987, 165 cm × 242 cm, Malereicollage auf Leinwand

Die Arbeiten von Tina Juretzek zeichnen sich durch Abstraktion im Bereich von Figuration und Landschaft aus. Dabei bleibt das Gegenständliche auch bei starker Abstraktion immer wahrnehmbar. So entstehen in den 80er Jahren die ersten großen Figurenbilder, deren Schwerpunktthema die Beziehung von menschlicher Figur und Raum darstellt. Später werden Gefäße als Metapher für den Menschen eingesetzt und das Motiv der Quelle als Lebenssymbolik verwendet. In diesen oft großformatigen Arbeiten setzt sich die Künstlerin technisch erstmals mit dem Medium der Malereicollage auseinander.
Eine Reise nach Japan (1991) leitet durch die Auseinandersetzung mit dem Medium Japanpapier eine neue Werkgruppe ein. Die Künstlerin wendet sich dem Thema der Landschaft zu. Es entstehen Malereicollagen mit Japanpapier auf Leinwand. In diesen von innerem Erleben und landschaftlichen Assoziationen geprägten Bildern setzt sie die Themen Farbe, Licht und Raum in ein neues Verhältnis, wodurch sie die Grenzen zur informellen Malerei überschreitet.
Die dritte Werkgruppe sind Juretzeks umfangreiche thematische Serien von Zeichnungen. Eine Reise zu den Liparischen Inseln löst in den frühen 1980er Jahren die bis heute beibehaltene Auseinandersetzung mit dem Medium der Tuschezeichnung aus. (Stromboli, Lilith, Barriere-Landschaften u. a.) Darüber hinaus entstehen zahlreiche öffentliche Auftragsarbeiten wie beispielsweise der Weltreise-Fries von 1988 mit einer Länge von 24 Metern im Bundesamt Köln-Chorweiler.

## Preise und Auszeichnungen
- 1983 Förderpreis der Jury, Stadtsparkasse Karlsruhe,
- 1983 Förderkoje, Art Cologne, Köln, Galerie Elke und Werner Zimmer, Düsseldorf
- 1984 Kaiserring-Stipendium, Goslar, Arbeitsaufenthalt mit Atelier und anschließender Einzelausstellung parallel zur Kaiserring-Verleihung an Willem de Kooning
- 1986 6. Triennale – India, New Delhi, Indien, Offizieller Beitrag der BRD
- 1987 Arbeitsstipendium der Aldegrever – Gesellschaft, Münster Arbeitsaufenthalt in der Druckwerkstatt Kätelhöhn, Wamel
- 1989 Bergischer Kunstpreis, Solingen
- 1991 Dozentur am Osaka College of Art, in Zusammenarbeit mit dem Goethe-Institut Osaka, Japan
- 1993 Reisestipendium und Malersymposium, Goethe-Institut Madras, Indien
- 1996 Gastatelier und Arbeitsstipendium der ‚Ars et Vita‘, Gesellschaft zur Förderung kultureller Kommunikation e.V. in Szentendre bei Budapest, Ungarn

## Institutionelle Einzelausstellungen
- 1985 Mönchehaus Museum Goslar für moderne Kunst, anlässlich des Kaiserring-Stipendiums, Goslar
- 1985 Leopold-Hoesch-Museum, Düren
- 1986 6. Triennale – India, New Delhi, Indien (Offizieller Beitrag der Bundesrepublik Deutschland) (9)
- 1989 Städtische Galerie Würzburg (1)
- 1990 Goethe-Institut, Brüssel (2)
- 1990 Städtisches Museum, Kleve (3)
- 1992 Deutsches Klingenmuseum, Städtische Galerie, Solingen (4)
- 1995 Mönchehaus Museum Goslar, Museum für moderne Kunst
- 1997 Ministerium für Stadtentwicklung, Kultur und Sport NRW, Düsseldorf
- 1999 Märkisches Museum Witten (5)
- 1999 Pfalzgalerie Kaiserslautern (5)
- 1999 Heidelberger Kunstverein, Heidelberg (5)
- 2000 Städtische Galerie Gladbeck, Gladbeck (5)
- 2000 Städtisches Museum Mülheim (5)
- 2005 Kunst aus NRW, Ehemalige Reichsabtei Aachen-Kornelimünster (6)
- 2006 Museum Schloss vor Husum, Husum (6)
- 2011 Retrospektive Einzelausstellung im Rathaus von Düsseldorf, Düsseldorf

## Einzelausstellungen in Galerien (Nennung ab 1983)
- 1983, 1984, 1986, 1988, 1990, 1993, 1996, 1998 Galerie Elke und Werner Zimmer, Düsseldorf (7) (8)
- 1990, 1992, 1993, 1997, 2004 Galerie de Luxembourg, Luxemburg
- 1992, 1996 Galerie Terbrüggen, Heidelberg
- 1998, 2001, 2004, 2006 Galerie Borkowski, Hannover
- 2001, 2007 Galerie Brennecke, Berlin
- 2001, 2005 Galerie Schrade, Schloß Mochental, Ehingen
- 2001, 2003, 2007 Galerie Marianne Hennemann, Bonn
- 2003, 2008 Galerie Haasner, Wiesbaden
- 2005, 2007, 2015 Galerie Janzen, Wuppertal und Düsseldorf
- 2005, 2009, 2013 Galerie Nisters, Speyer
- 2007 troner art consulting, Düsseldorf
- 2003, 2015, 2019, 2023 Martin Leyer-Pritzkow Ausstellungen, Düsseldorf

## Werke im öffentlichen Besitz und in Museen
- Museum Kunstpalast, Düsseldorf
- Ministerium für Schule und Bildung des Landes Nordrhein-Westfalen, Düsseldorf
- Landtag Nordrhein-Westfalen, Düsseldorf
- Sammlung Ludwig, Wallraf-Richartz-Museum, Köln
- Staatsgalerie Stuttgart
- Kunsthalle Bremen, Bremen
- Sprengel Museum, Hannover
- Städtische Galerie, Würzburg
- Pfalzgalerie Kaiserslautern
- Mönchehaus Museum Goslar, Goslar
- Leopold-Hoesch-Museum, Düren
- Märkisches Museum, Witten
- Städtisches Museum, Mülheim
- Museum Kurhaus Kleve, Kleve
- Städtisches Museum, Schloss Morsbroich, Leverkusen
- Gustav-Lübcke-Museum, Kleve
- Kunst aus NRW, Ehemalige Reichsabtei, Aachen-Kornelimünster
- Regierungspräsidium, Tübingen

## Kataloge / Einzelpublikationen
- Katalog der Galerie Elke und Werner Zimmer. Ausstellungskatalog, Düsseldorf 1983. Text von Elke Zimmer. Mit Porträt und 5 Farbabbildungen. (7)
- Stromboli. Bilder und Zeichnungen. Ausstellungskatalog, Düsseldorf, Galerie Elke und Werner Zimmer, 1984. Text von Hans Knopper. Mit Porträt, 12 Farbabbildungen und Dokumentation. (8)
- Das Paar. Düsseldorf 1984. Text von Ulrich Krempel. Mit 21 Schwarzweißabbildungen. Blockbuch in 100 Exemplaren, hrsg. anlässlich des Presse-Gesellschaftsabends der Firma Readymix mit Ausstellung im Schloss Hugenpoet, Essen.
- Tina Juretzek. Malerei, Collage, Zeichnung. Ausstellungskatalog, Ludwigshafen, BASF Feierabendhaus, 1985. Text von Heinz Thiel. 72 Seiten mit 84 Abbildungen, davon 58 farbig und Porträt.
- Tina Juretzek. Bilder und Zeichnungen. Ausstellungskatalog, Würzburg, Städtische Galerie, 1989. Texte von Karl Ruhrberg und Brita E. Buhlmann, mit 19 Abbildungen, davon 8 farbig und Porträt. (1)
- Lilith. Ausstellungskatalog, Brüssel, Goethe-Institut, 1990. Text von Heinz Thiel. 56 Seiten, mit 29 Schwarzweißabbildungen von Tuschezeichnungen und Dokumentation. (2)
- Die violetten Bilder. Ausstellungskatalog, Kleve, Städtisches Museum B.C. Koekkoek-Haus, 1991. Text von Guido de Werd. Mit Porträt, 21 Farbtafeln und Dokumentation. (3)
- Bilder und Zeichnungen aus 12 Jahren 1980-1992. Ausstellungskatalog, Solingen, Deutsches Klingenmuseum, 1992. Texte von Hans Knopper und Susanne Wedewer. 64 Seiten, mit Porträt, 67 Abbildungen, davon 49 farbig und Dokumentation. (4)
- Tina Juretzek. Katalog der Galerie Luxembourg II, Luxemburg, 1992. Texte von Lucien Kayser und Joseph Paul Schneider. Mit Porträt, 8 Farbtafeln und Dokumentation.
- Brechende Räume. Arbeiten 1982 – 1999. Bönen, Verlag Kettler, 1999. Katalog zur Ausstellungsreihe in folgenden Instituten: Museum Pfalzgalerie Kaiserslautern, Märkisches Museum (Witten), Heidelberger Kunstverein, Städtische Galerie Gladbeck, Städtisches Museum Mülheim an der Ruhr. Texte von Peter Anselm Riedl, Hans Gercke, Wolfgang Zemter, Gabriele Uelsberg und Heinz Hoefchen. 128 Seiten, mit Porträt, 43 Farbtafeln, 44 Abbildungen (31 farbig) und Dokumentation, ISBN 3-925608-64-8 .(5)
- Tina Juretzek, Dokumentation 1952 / 2002, Düsseldorf 2002, 44 S. mit Porträt und 3 Abbildungen
- Geahntes Land. Malereicollagen mit Japanpapier 1998-2005. Bönen, Verlag Kettler, 2005. Katalog zur Ausstellungsreihe in folgenden Institutionen:Reichsabtei Kornelimünster, Kunst aus NRW, Galerie Schloß Mochental, Ehingen-Mochental, Schloss vor Husum, Museumsverbund Nordfriesland Text von Maria Engels M. A. 48 Seiten mit Porträt, 32 farbigen Abbildungen und Dokumentation, ISBN 3-937390-58-8.
- FROM PAST TO FUTURE, Tina Juretzek, Katalog zur gleichlautenden Ausstellung, Hrsg. Martin Leyer-Pritzkow, Texte deutsch / englisch, 2019, ISBN 978-3-9820895-2-2.